# Jamboree on the Air

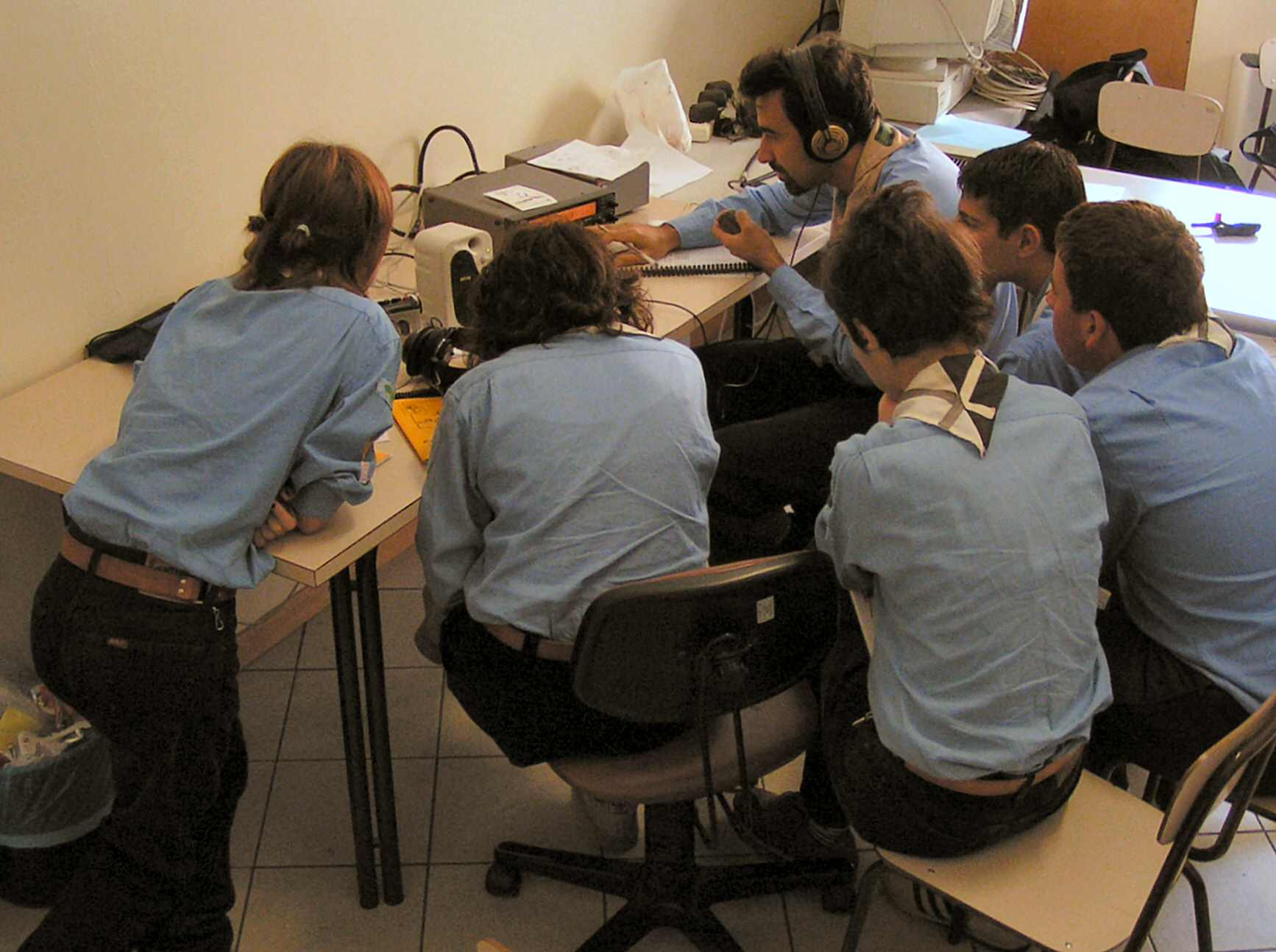
Escoteiros à Radio no JOTA - Roma 2004

O Jamboree On The Air (JOTA) (em português: Jamboree no ar) é um evento anual, do qual participam cerca de 500.000 Escoteiros e Guias (Bandeirantes) em todo o mundo, fazendo contactos uns com os outros através de estações de radioamadores, ocorre em outubro e tem a duração de 3 dias. Esse tipo de transmissão em ondas curtas, pode levar as vozes dos participantes aos mais diversos recantos do mundo. O JOTA é um jamboree, durante o qual os participantes trocam experiências e ideias.

## No Brasil
No Brasil, além das actividades promovidas pela OMME, há também uma competição entre radioamadores promovida pela UEB na qual são considerados vencedores os radioamadores,  grupos escoteiros e núcleos bandeirantes que obtiverem a maior quantidade de pontos (baseados em características das estações e quantidade de contactos).